# Интаволата (Козенца)
Интаволата је насеље у Италији у округу Козенца, региону Калабрија.
Према процени из 2011. у насељу је живело 375 становника. Насеље се налази на надморској висини од 21 м.